# 拉姆·伊曼纽尔
拉姆·伊曼纽尔（英語：Rahm Emanuel，1959年11月29日—），美国政治人物，民主党人，曾任美國駐日本大使（第31任）。
曾任美国众议院议员（2003年至2009年），巴拉克·奧巴馬上任后成為白宮幕僚長。2010年因參選芝加哥市長而辭去白宮幕僚長職務。其候選人資格曾一度因他在芝加哥的居住年期受到法律挑戰，不過後來伊利諾伊州最高法院承認其資格，他最終在2011年2月22日當選，並在5月16日就任成為第55任及首位芝加哥的猶太裔市長。
伊曼纽尔曾是總統比爾·克林頓任內的高級顧問。2006年擔任民主黨競選委員會主席，帶領民主黨在當年的國會大選中大勝，重新取得國會的控制權。
2022年獲總統喬·拜登提名，接替威廉·哈格蒂出任第31任美國駐日本大使。2025年1月20日任滿卸任回國。